# Joanna Maria Zajkowska
Joanna Maria Zajkowska – polska lekarka, dr hab. nauk medycznych, profesor nadzwyczajny Kliniki Chorób Zakaźnych i Neuroinfekcji Wydziału Lekarskiego z Oddziałem Stomatologii i Oddziałem Nauczania w Języku Angielskim Uniwersytetu Medycznego w Białymstoku.

## Życiorys
Obroniła pracę doktorską, 23 czerwca 2003 habilitowała się na podstawie pracy zatytułowanej Badania nad znaczeniem mechanizmów immunoregulacyjnych u chorych z boreliozą z Lyme. 12 stycznia 2012 nadano jej tytuł profesora w zakresie nauk medycznych. Jest profesorem nadzwyczajnym Kliniki Chorób Zakaźnych i Neuroinfekcji Wydziału Lekarskiego z Oddziałem Stomatologii i Oddziałem Nauczania w Języku Angielskim Uniwersytetu Medycznego w Białymstoku.

## Odznaczenia
- Złoty Krzyż Zasługi (2020)[3]